# 랑나르 프리슈
랑나르 안톤 시틸 프리슈(Ragnar Anton Kittil Frisch, 1895년 3월 3일 ~ 1973년 1월 31일)는 노르웨이의 경제학자이다. 1969년 얀 틴베르헌과 함께 노벨 경제학상을 수상하였다.

## 본문
랑나르 프리슈는 1895년에 3월 3일 크리스티아니아에서 대장장이 안톤 프리슈와 라그나 패드릭 b. 키틸슨의 아들로 태어났다. 그는 가문을 이어 받아 아버지 밑에서 일하던 중 어머니의 권유로 견습생으로 일함과 동시에 왕립 프레더릭 대학에서 공부를 시작했다. 그는 가장 빨리 쉽게 배울 수 있는 경제학을 선택했고 1919년에 학위를 취득했다. 1920년에는 대장장이로서의 시험 또한 통과하여 아버지의 작업장에서 아버지와 파트너로서 일을 수행했다.
1921년 프리슈는 대학교에서 장학금을 받아 프랑스와 영국에서 3년 동안 경제학과 수학 공부를 하였다.1923년 노르웨이에 돌아와서 그는 자신의 천직은 세공이나 대장장이가 아닌 연구하는 것임을 믿고 가업이 위기에 처해있음에도 불구하고 연구를 계속했다. 그는 확률 이론에 대해서 몇개의 논문을 작성하였으며 1925년에는 오슬로 대학에서 가르치기 시작했다. 그리고 1926년 수리통계학 분야 박사 학위를 취득하였다.
또 1926년에 프리슈는 논문을 하나 작성했는데, 그 내용은 경제학이 물리학과 같은 다른 과학과 같이 이론적이고 실용적인 양자화가 진행되어야 된다는 것이었다. 그와 같은 해에 그는 "Sur un problème d'économie pure"이라는 논문을 발표하여 자신의 양자화 프로그램을 이행했다. 그 논문은 이론적인 공리화들을 보여주었다. 이 이론적인 공리화들은 기수적 효용과 서수적 효용의 정밀적 구체화를 초래했으며 이것은 기수적 구체화의 검증적인 예측들이 따라갔다. 프리슈는 생산이론에 대한 강의를 시작하였고 이는 그 과목의 수식화를 야기했다.
위에 이러한 업적들을 통해 1961년에는 안토니오 펠트리넬리 상을 받았고 1969년에는 경제가 진행되는 과정의 분석을 발전시키고 다양한 경제 모델을 대입해 본 노고를 인정받아 노벨 경제학상을 수여받았다.
후에 나치가 노르웨이를 점령했을 때 프리슈는 1943년 10월 17일 브래드베잇 수용소에 수감되었으며 1943년 11월 22일에는 버그 수용소에 수감되었고 마지막으로 그는 1943년 12월 9일부터 1944년 10월 8일까지 그리니 수용소에 수감되어 있었다.